# Ten Improvisations
Voices: Ten Improvisations ist ein Jazzalbum von Joe McPhee mit John Heward. Die am 15. und 16. Juni 2006 in The Pines, Montréal entstandenen Aufnahmen erschienen am 18. März 2008 auf dem Label Mode Avant.

## Hintergrund
Der Multiinstrumentalist Joe McPhee, seit den späten 1960er-Jahren eine bedeutende Figur in Free-Jazz-Kreisen, tat sich mit John Heward für eine Session zusammen, einem Bildenden Künstler und Avantgarde-Perkussionisten aus Montréal. Auf Voices: Ten Improvisations spielt mit McPhee Sopransaxophon und Taschentrompete, John Heward Schlagzeug, Kalimba und weitere Perkussionsinstrumente.

## Titelliste
- Joe McPhee & John Heward: Voices: Ten Improvisations (Mode Avant – 05)[1]

1. Improvisation 1 2:40
2. Improvisation 2 8:11
3. Improvisation 3 5:44
4. Improvisation 4 2:38
5. Improvisation 5 3:06
6. Improvisation 6 5:21
7. Improvisation 7 2:44
8. Improvisation 8 6:42
9. Improvisation 9 12:43
10. Improvisation 10 7:19

Die Kompositionen stammen von Joe McPhee und John Heward.

## Rezeption
Nach Ansicht von Lyn Horton, die das Album in All About Jazz rezensierte, besitzt die Aufnahme, als Ganzes betrachtet, Proportionen, wobei die Musik als Dialog voranschreite. Es gebe sehr wenige Wiederholungen einer Bläser-Phrase oder eines Schlagzeug-Riffs. Beide Spieler, entweder einzeln oder im Verhältnis zueinander, würden dabei einzigartige Schritte gehen. Soli gebe es wenige; kein Musiker erlaubt dem anderen, den musikalischen Raum zu monopolisieren. Der Rhythmus zirkuliere in der Kühnheit der Aussagen, anstatt offengelegt zu werden. Verbogene Tonhöhen, gespaltene Töne und Dissonanzen am Saxophon schleichen sich erst gegen Ende der Aufnahme ein. Die Reinheit und der Tonumfang, der von der Taschentrompete und dem Sopransaxophon ausgeht, verleihen dieser Aufnahme Präsenz, ungeachtet des Designs von Voices, das selbst vor Integrität strahlt. „Integrität, die aus Vielfalt kultiviert wird, mit Sinn und Substanz ausgestattet ist und an das erinnert, was die nächsten Momente bieten.“
Anthony Tognazzini schrieb in Allmusic, diese zehn Improvisationen seien organisch, abstrakt und dem Prinzip der rein spontanen Klangforschung zutiefst verpflichtet. Fans von Künstlern oder zeitgenössischem Free Jazz im Allgemeinen sollten sich dies anhören.